# Osservatorio di stato di Heidelberg-Königstuhl
L'osservatorio di stato di Heidelberg-Königstuhl (in tedesco Landessternwarte Heidelberg-Königstuhl) è un osservatorio astronomico storico situato nei pressi della cima del monte Königstuhl nel territorio della città di Heidelberg in Germania. In realtà il primo osservatorio fu aperto in origine nella vicina città di Mannheim nel 1774, ma il progressivo deteriorarsi delle condizioni di osservazione ne impose il trasferimento sul Königstuhl nel 1898.
L'osservatorio fa parte del Centro di Astronomia dell'Università di Heidelberg. L'Istituto Max Planck di astronomia fu aperto nel 1967 in un sito adiacente all'osservatorio.
L'attuale direttore (dal 2006) è Andreas Quirrenbach.

## Storia
La strumentazione dell'osservatorio deriva dall'osservatorio di Mannheim, fondato nel 1774. Nel 1880, l'osservatorio fu provvisoriamente trasferito a Karlsruhe a causa delle peggiorate condizioni di osservazione astronomica/atmosferica. Negli anni seguenti si presero in considerazione altri tre siti, ma la scelta finale cadde sul monte Königstuhl di Heidelberg.
Il 20 giugno 1898 il "Großherzogliche Bergsternwarte" fu inaugurato con una cerimonia ufficiale da Federico I, Granduca di Baden.
L'istituto astronomico comprendeva due dipartimenti complementari, quello di astrofisica, diretto da Max Wolf, e quello di astrometria, diretto da Karl Wilhelm Valentiner.
Valentiner fu direttore dell'osservatorio di Mannheim e cominciò a trasferirsi a Karlsruhe. Successivamente al pensionamento di Valentiner nel 1909, Max Wolf assunse la direzione di entrambi i dipartimenti.
Mentre il nuovo edificio dell'osservatorio era ancora in costruzione, Max Wolf ottenne un sussidio di 10.000 USD dalla filantropa americana Catherine Wolfe Bruce per l'acquisizione di un nuovo e potente telescopio rifrattore duale da 16 in (41 cm), l'astrografo doppio di Bruce. Per molti anni, questo telescopio fu il principale strumento di ricerca dell'osservatorio. Successivamente, ottenne un sussidio per costruire il telescopio riflettore da 28 in (71 cm), il primo dell'osservatorio e lo storico riflettore da 16 pollici fu donato alla città di Karlsruhe che riuscì così a configurare un proprio osservatorio, collegato all'istituto scolastico locale, il Gymnasium Max Planck.
Il principale campo di attività dell'osservatorio fu la ricerca di nebulae e la ricerca di asteroidi. Wolf, il suo staff e i suoi successori scoprirono oltre 800 asteroidi, tra i quali anche il primo asteroide troiano Achilles nel 1906.
Dal Landessternwarte Heidelberg-Königstuhl, tra il 1912 e il 1957 Karl Wilhelm Reinmuth scoprì quasi 400 asteroidi.
Nel 2005 cessò la gestione dell'osservatorio da parte del governo federale tedesco e fu unito all'Istituto di Astrofisica Teorica e all'Istituto di Calcolo Astronomico per costituire il Centro di Astronomia dell'Università di Heidelberg.

## Edifici
I telescopi dell'osservatorio sono alloggiati in sei cupole di osservazione.
- L'edificio principale comprende, tra le altre cose, l'amministrazione, un'officina meccanica di precisione, un laboratorio di elettronica, un laboratorio fotografico, una falegnameria, uffici, sale computer e una biblioteca con circa 23.500 volumi, dei quali i più antichi, risalenti al XVIII secolo, appartenevano all'osservatorio di Mannheim.
- L'edificio del Laboratorio Happel proviene da una fondazione del pittore Charles Happel. Il laboratorio contiene, tra le altre cose, una sorgente di radiazione per la radiazione di Planck (un corpo nero) per la calibrazione di fotometri per spettroscopia, sistemi ottici di misura per lo sviluppo di sistemi ottici e un elaboratore centrale.
- L'ex Sala della Meridiana ospita oggi l'"Istituto orientale" e viene utilizzato come auditorium e come spazio di assemblaggio e archiviazione delle lastre fotografiche.
- Nell'Istituto settentrionale si trovano camere per i dipendenti e gli ospiti.
- In un edificio residenziale sono alloggiati il personale dell'osservatorio e le loro famiglie.

Nel sito vi è anche una "via dei pianeti", il cui scopo è quello di illustrare i sistemi planetari.

## Strumentazione

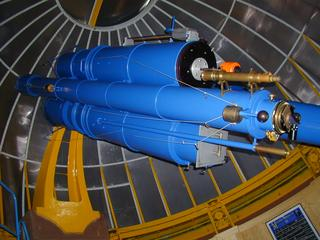
L'astrografo doppio di Bruce all'osservatorio di stato di Heidelberg-Königstuhl

L'osservatorio è dotato della seguente strumentazione:
- Il rifrattore Kann (dal nome del suo ideatore, L. Kann) con 8 pollici (20 cm) di apertura e tre metri di lunghezza focale, con un tubo di legno su una montatura equatoriale, è il più antico telescopio dell'osservatorio. Era già menzionato nella relazione annuale dell'osservatorio di Karlsruhe per il 1894. Originariamente era utilizzato per l'osservazione visiva di stelle doppie, è ora utilizzato esclusivamente per le visite guidate aperte al pubblico (ad esempio, per osservare il Sole).
- Il telescopio Bruce (dal nome dell'ideatore) è un astrografo. È un rifrattore doppio, costituito da due telescopi da 40 centimetri di apertura con due metri di lunghezza focale, predisposto per la fotografia, su cui è montato il telescopio guida da 25 centimetri di lunghezza e quattro metri di apertura dell'obiettivo. Entrato in attività nel 1900, Con il telescopio si sono prodotte migliaia di lastre fotografiche e sono stati scoperti numerosi asteroidi, alcuni in collaborazione con Johann Palisa a Vienna. Un catalogo delle lastre fotografiche è disponibile su Internet. Oggi il doppio telescopio viene utilizzato per le visite guidate.
- Un telescopio Ritchey-Chrétien Cassegrain della società Carl Zeiss, che ha un diametro di 75 centimetri per lo specchio primario e 6 m di lunghezza focale, acquisito nel 1977. Il telescopio ha una montatura azimutale e il movimento è controllato per entrambi gli assi da computer. Si utilizza principalmente per immagini del cielo di galassie e ammassi stellari con una fotocamera CCD, soprattutto nello spettro rosso della luce. Nel 2005, dall'osservatorio è stato trasportato in Namibia per il progetto ATOM (telescopio automatico per osservazioni ottiche).
- Un telescopio Cassegrain, con uno specchio primario da 70 cm e 5,6 metri di lunghezza focale, di produzione propria, è stato messo in funzione nel 1988. Viene utilizzato per monitorare gli oggetti variabili, come i quasar, con una macchina fotografica CCD.
- Il terzo telescopio attivo usato per le ricerche, il telescopio Waltz (anch'esso così chiamato dal nome del suo ideatore), è un telescopio newtoniano da 72 centimetri. Entrò in attività nel 1906 e fu il primo grande telescopio dell'azienda Carl Zeiss. Generalmente vi è collegato uno spettrografo.
- Un telescopio Schmidt, da 40 centimetri di diametro e 90 cm di lunghezza focale, è stato costruito nel 1963 nel laboratorio dell'Istituto. Il telescopio ha un grande campo visivo di quattro gradi ed era adatto per la registrazione di campi stellari. In combinazione con un obiettivo prismatico si possono registrare contemporaneamente numerosi spettri stellari.
- Un altro telescopio Cassegrain, con specchio primario da 50 centimetri e lunghezza focale di 6,95 metri, fu realizzato nel 1978 nel laboratorio dell'Istituto. Principali campi di impiego erano la fotometria e la polarimetria stellare.
- Uno storico rifrattore da sei pollici è stato utilizzato dal 1859 al 1924 per le misure di ammassi stellari, nonché per fini didattici e di formazione, dopodiché fu abbandonato. Nel 1957, lo strumento fu donato alla città di Karlsruhe e formò la base per la costruzione dell'osservatorio di Karlsruhe.